# Halmyrapseudes cooperi
Halmyrapseudes cooperi is een naaldkreeftjessoort uit de familie van de Parapseudidae. De wetenschappelijke naam van de soort is voor het eerst geldig gepubliceerd in 1954 door Brown.